# Navajo Joe
Pour plus de détails, voir Fiche technique et Distribution.
Navajo Joe est un western « spaghetti » italo-espagnol réalisé par Sergio Corbucci, sorti en 1966.

## Synopsis
Navajo Joe est un indien solitaire dont toute la tribu a été massacrée par une bande de chasseurs d'indiens. Il les poursuit sans relâche, jusqu'à ce qu'il les retrouve en train de piller un train transportant une grosse somme d'argent. Il tue un à un les bandits et achemine le train jusqu'à sa destination initiale : Esperanza. Après avoir convaincu les habitants du petit village Esperanza de lui confier l'argent pour que les bandits restants ne s'en emparent pas, il le cache et le protège au péril de sa vie...

## Fiche technique
- Titre original : Navajo Joe
- Titre français  : Navajo Joe
- Réalisation : Sergio Corbucci, assisté de Ruggero Deodato
- Scénario : Piero Regnoli, Fernando Di Leo
- Direction artistique : Aurelio Crugnola
- Décors : Wolfgang Burmann
- Costumes : Marcella De Marchis
- Photographie : Silvano Ippoliti
- Montage : Alberto Gallitti
- Musique :  Ennio Morricone (sous le pseudonyme Leo Nichols)
- Producteur : Dino De Laurentiis
- Sociétés de production : C.B. Films S.A., Dino De Laurentiis Cinematografica
- Genre :  Western « spaghetti »
- Durée : 88 minutes
- Format : Couleur - 35 mm - 2,35:1 (Techniscope) - Son mono
- Dates de sortie : 
  -  Italie : 25 novembre 1966
  -  France : 6 mars 1968
- Affiche : André Bertrand (France)

## Distribution
- Burt Reynolds (VF : Jean-Claude Michel) : Navajo Joe
- Aldo Sambrell (VF : Henry Djanik) : Mervyn Vee Duncan
- Nicoletta Machiavelli : Estella
- Fernando Rey (VF : Jean-Henri Chambois) : Padre Rattigan
- Simón Arriaga (VF : Georges Aubert) : Monkey
- Cris Huerta : El Gordo
- Pierre Cressoy (VF : Raymond Loyer) : Dr Chester Lynne
- Valeria Sabel (VF : Lita Recio) : Hannah Lynne
- Mario Lanfranchi (VF : Marc de Georgi) : Jefferson Clay, le maire d'Esperanza
- Ángel Álvarez (VF : Jacques Hilling) : Oliver Blackwood, le directeur de la banque
- Álvaro de Luna (VF : Pierre Collet) : Sancho Ramirez, un homme de la bande de Duncan
- Gianni di Stolffo (VF : Émile Duard) : Elmo Reagan, l'adjoint du shérif
- Franca Polesello (VF : Nicole Favart) : Barbara
- Lucia Modugno (VF : Julia Dancourt) : Geraldine
- Tanya Lopert : Maria
- Nino Imparato (VF : Fred Pasquali) : Chuck

## Autour du film
Lors de sa sortie en salles, le film fut amputé de quelques passages considérés comme trop choquant à l'époque comme Duncan abattant froidement la jeune maman passagère du train ou encore un des hommes de Duncan torturant Joe à coups de poing pour le faire parler. Ces éléments ont été cependant réintégrés lors de l'édition DVD en VOST.